# Chlorurus capistratoides
Chlorurus capistratoides là một loài cá biển thuộc chi Chlorurus trong họ Cá mó. Loài này được mô tả lần đầu tiên vào năm 1847.

## Từ nguyên
Hậu tố oides trong từ định danh của loài theo tiếng Latinh có nghĩa là "tương đồng với", hàm ý đề cập đến sự tương đồng về hình thái giữa loài này với loài Scarus capistratus (một loài không thể xác định do không có mẫu gốc) nhưng khác nhau về cấu tạo răng, sự phân bố vảy và tia vây đuôi không dài như bản mô tả S. capistratus.

## Phạm vi phân bố và môi trường sống
C. capistratoides được phân bố rải rác ở Ấn Độ Dương - Thái Bình Dương. Loài này được ghi nhận tại những vị trí sau: bờ biển Kenya; Mauritius và Réunion; Seychelles; quần đảo Chagos, Maldives và Sri Lanka; bờ biển Myanmar và Thái Lan; các đảo Sumatra, Java, quần đảo Sunda Nhỏ và Halmahera của Indonesia; rạn san hô Ashmore, đảo Giáng Sinh và quần đảo Cocos (Keeling) (Úc); đảo Cebu (Philippines); bờ đông của đảo Timor; và Bành Hồ (Đài Loan).
Loài này sống gần các rạn san hô viền bờ ở độ sâu đến ít nhất là 25 m.

## Mô tả
C. capistratoides có chiều dài cơ thể tối đa được biết đến là 40 cm. Thân thuôn dài, hình bầu dục; vây đuôi cụt ở cả hai giới. C. capistratoides đực trưởng thành có màu xanh lục, trắng hơn ở và thân dưới và bụng. Vảy có các vạch màu hồng tím. Hai bên má màu có màu trắng, viền hồng trên nắp mang. Đầu có các vệt màu xanh lục lam băng qua mắt. Vây lưng và vây hậu môn có một dải sọc ngang màu hồng tím; vây đuôi có vệt chữ H cùng màu (các vệt màu hồng tím chuyển thành màu vàng cam khi mẫu vật vừa mới chết). Vây ngực có gốc màu vàng với rìa trên màu đỏ. Cá cái có màu nâu xám hoặc nâu sẫm với các dải sọc trắng ở hai bên thân; cuống và vây đuôi màu hồng nhạt; vây ngực vàng; môi trắng.
Số gai vây lưng: 9; Số tia vây ở vây lưng: 10; Số gai vây hậu môn: 3; Số tia vây ở vây hậu môn: 9; Số tia vây ở vây ngực: 14–15.
C. capistratoides là một loài chị em với Chlorurus microrhinos. C. capistratoides có kiểu hình tương đồng với Chlorurus troschelii, nhưng toàn bộ phần má của C. capistratoides có màu trắng nhạt, còn C. troschelii có một vệt xanh lục uốn cong dưới mắt, vùng dưới vệt xanh này có màu trắng.

## Sinh thái học
Thức ăn của C. capistratoides là tảo. C. capistratoides sống đơn độc hoặc hợp thành từng nhóm nhỏ, chúng cũng có thể lẫn vào đàn của các loài cá khác khi kiếm ăn. C. capistratoides được đánh bắt chủ yếu để làm thực phẩm.